# Македонска улица (Београд)
| Македонска · улица | Македонска · улица                                  |
| ------------------ | --------------------------------------------------- |
|                    |                                                     |
| Општина            | Стари Град                                          |
| Почетак            | Трг републике (Београд)                             |
| Крај               | Трг Политике                                        |
| Дужина             | 370 m                                               |
| Ширина             | 9,46-12,5 m                                         |
| Названа            | 1872.                                               |
| Стари називи       | Кастриотова, Македонска, Поенкареова, Стаљинградска |
|                    |                                                     |
|                    |                                                     |
| Македонска улица   |                                                     |

Македонска улица се налази у центру Београда, и простире се у дужини од 370 m од Трга републике до Трга Политике. Припада општини Стари град. Позната је по такозваном новинарском тргу који обухвата Македонску улицу до палате Политике и Радио Београда где се Македонска рачва на Цетињску, Хиландарску и Светогорску улицу и који се протеже све до Таковске. Овај трг је назван новинарским по новинарима који су редовно свраћали у кафане које су биле распоређене читавом његовом дужином: Зора, Грмеч, Бохињ, Српска кафана, Бока, Шуматовац. Године 1989, испред ресторана Шуматовац постављена је нова фонтана. Другим својим крајем Македонска улица гледа на Трг Зорана Ђинђића и Народно позориште. Веома је прометна јер њоме пролазе аутобуси са Зеленог венца који иду ка Звездари, и тролејбуси са Студентског трга.
Македонска улица прва је асфалтирана улица у Београду.

## Име улице
Први назив Македонске улице био је Кастриотова улица по Ђурђу Кастриоту Скендербегу, српском борцу против Османлија. Кад је именована 1872. пружала се од Позоришног трга до Кондине улице. Потом је 1896. преименована у Македонску по области Македонији.
Назив Поенкареова по француском председнику Ремону Поенкареу, пријатељу Србије током Првог светског рата, добија 1920. и тако се звала до 1946. године.
Наредних шест година, до 1952, звала се Стаљинградска улица, по Стаљинграду (данашњем Волгограду) по Стаљинградској битки која представља прекретницу у Другом светском рату и која се сматра најкрвавијом битком у историји.
Потом јој је враћен назив Македонска како се и данас зове.

## Историја

### Праисторија и античко доба
Прва насеља на подручју данашњег Београда подигнута су пре више од 5000 година пре нове ере о чему сведоче ископавања у Цетињској улици, на Чукарици, на Бановом брду и на обалама Саве. Неолитска култура на овом простору била је оличена у старчевачкој и винчанској култури. При крају гвозденог доба око ушћа Саве у Дунав насељава се келтско племе Скордиска за које се везује настанак града Сингидунума. Претпоставља се да се овај келтски град налазио на подручју данашње Карабурме. У 1. веку пре н. е. овај крај су преузели Римљани, а келтско племе се преселило у Панонију. Иако се не зна тачно место римског војног логора, њихови гробови у облику бунара нађени су на простору Трга републике и протезали су се читавом Македонском улицом према Косовској и Улици Мајке Јевросиме све до Ташмајдана. У 5, 6. и 7. веку неретки су упади Источних Гота, Гепида, Херула, Сармата, Авара и Словена. Град су освојили Хуни 441. године.
Један римски саркофаг је пронађен јула 1937, приликом копања темеља за зграду у Поенкареовој 32, у истом дворишту је нађен и "велики друмски камен", можда путоказ на путу који је пролазио туда, још неколико гробова од цигала и стела у облику шишарке.

### Средњи век
Хунска држава се распала 454. године, а Сингидунум постаје византијски град. Потом су, у 5. веку, град освојили Сармати, а после њих Источни Готи, да би се убрзо поново вратио у окриље Византије. Остаци римског каструма који се данас виде у темељима Београдске тврђаве коришћени су за обнову града. Почев од 4. века Словени све чешће прелазе Дунав. У 7. веку већ насељавају ушће Саве у Дунав саградивши нови град на рушевинама старог и назвавши га Београд. Од 9. до 12. века у граду се смењују власт Бугарске, Византије и Угарске. 1284. Београд потпада под српску власт и у њему се насељавају Срби и шири утицај српске цркве. Угари га поново освајају 1319.

### XV-XVII век
Године 1403, под деспотом Стефаном Лазаревићем Београд постаје престоница српске државе. Након његове смрти, поново потпада под угарску власт (1427—1521) и у то време је Србима био забрањен приступ у Горњи град па су насељавали простор од данашњег Савског пристаништа, Саборне цркве, Улицом краља Петра ка Дорћолу.
Турско освајање Београда 29. августа 1521. је умногоме успорило његов развој. За време турске власти (1521—1717) Београд се претворио у оријенталну варош какав ће поново постати након аустријске окупације(1717—1739). У доба аустријске власти у близини Македонске улице на Тргу републике била је Виртембершка (Стамбол) капија кроз коју се улазило у Београд.

### XIX век
Године 1806, Карађорђе је своју устаничку војску раздвојио на три групе од којих је трећа ударна група од 8000 војника на челу са војводом Васом Чарапићем кренула на Стамбол-капију, главни улаз у Београд. Васа Чарапић је том приликом погинуо. Између два српска устанка кад су Турци опет надвладали од Ташмајдана до Стамбол-капије у близини Македонске улице, могли су се видети људи набијени на колац због чега је ова капија постала симболом страдања српског народа под Османлијама.
За време владавине кнеза Милоша почиње да се мења структура једног дела Београда. Он је трасирао нове квартове од Стамбол-капије према Цариградском друму.
Милош је желео да се занатлије преселе са турског Дорћола на простор Теразија и околине - добијали би бесплатан плац уз једину обавезу да га ограде. Газда Ђина, кафеџија, је добио плац на углу Поенкареове и Дечанске, али је наводно радије побегао у Турску него да плати 80 гроша за ограду око плаца у "пустињи на Теразијама". Његов унук Коста Гинић ће исти плац платити 42.000 динара, Костин син Сима је продао плац 1930-тих за 1.350.000 динара, мада су његовом оцу нудили и осам милиона.

### XX век
Године 1911. Македонска улица је била прва београдска улица која је асфалтирана. После ње асфалтиране су Скопљанска (данашња Нушићева) и Кнез Михаилова.
Пошто је била асфалтирана, половином 1920-тих је била „једина београдска улица која није ишарана рупчагама”, па су се ту возили бицикли и приређивале друге спортске активности, атлетика и борба са овновима.
Асфалтирана је и 1937. Те године је изграђена и вишеспратница на источном углу са Браће Југовић, уместо ранијих "наерених страћара". Главна пошта се налазила у овој улици, у старој згради Илије Коларца, до пресељења у Палату Главне поште.
Између два светска рата кроз Македонску и Светогорску је пролазио трамвај број 7 на потезу од Павиљона Цвијете Зузорић до Новог гробља. У априлу 1940. трамваји су замењени аутобусима линије 27 (шине су извађене 1948?). Старију архитектуру Македонске улице допуњују градитељи модернијег сензибилитета. У првој половини 20. века то су између осталих Јован Смедеревац, Драгиша Брашован, Стојан Тителбах и Драгутин Ђорђевић; у другој половини ничу здања Зорана Тасића, Драгана Филиповића, Угљеше Богуновића и Слободана Јањића. Имала је 46 бројева и ту се сместило: три редакције, по једна гимназија, црква и апотека и чак двадесет три кафане.

## Културна историја
Место између кафана Шуматовац, Под липом и Грмеч односно између редакције Политике, Борбе и Радио Београда називано је београдским бермудским троуглом зато што су ту губили дане и ноћи посетиоци наведених кафана - новинари, глумци и музичари. Посетиоци овог троугла били су и Момо Капор, Раша Попов, Петар Лазић, Гале Јанковић, Душан Прелевић, Бора Ђорђевић (Рибља чорба је настала у Шуматовцу), Драган Николић, чланови бендова Идоли, Шарло акробата и Електрични оргазам. Новинари и сарадници Радио Београда су свраћали у кафану Под липом (бр. 44, на углу са Кондином). Пре рата се звала Тулумина Краљевића Марка, стара кафана је затворена у октобру 1968, дефинитивно је затворена 2003. због пада промета, а на њеном месту отворен је Пица хат. Од 2012, на овом месту је козметичка продавница.
Ресторан Грмеч се налазио испред зграде број 32 на броју 34, у који су највише свраћали новинари Политике. Кућа је саграђена 1922. а данас је под заштитом града Београда као споменик културе. Имао је мурал Зука Џумхура. 2011. се десио пожар и тада је кафана затворена.
Шуматовац на броју 33 имао је башту која је лети била центар урбаног живота Београђана. У Шуматовац су свраћале многе познате личности из културе, спорта и медија. Овде су снимљене неке сцене за филм Национална класа. Због дугова и слабог промета и овај ресторан је затворен и тако је београдски Бермудски троугао престао да постоји.
Основу београдског троугла чинило је угоститељско предузеће Три грозда које је управљало овим трима кафанама а које је угашено 2006. након чега је и нестало овог троугла.
Претходних година Шуматовац и Грмеч су поново отворене. На овом тргу који се данас зове Трг политике налази се споменик сликару, новинару, ликовном критичару и револуционару Моши Пијадеу, постављен 1969.

## Македонском улицом

### Бр. 21
Дом Савеза набављачких задруга државних службеника у Београду, Македонска 21, споменик је културе.

### Бр. 22
На броју 22 на углу са Дечанском улицом некада је постојала чувена кафана Гинић. У њој је настао часопис Ошишани јеж. Ова кафана је срушена и на њеном месту је подигнута зграда Дома омладине који је отворен 1964. године. Архитекте су били Зоран Тасић и Драган Филиповић.
Дана 17. октобра 2006. у Дому омладине је почео да ради Амерички кутак, део Библиотеке града Београда. Књижни фонд Америчког кутка обухвата публикације на енглеском језику које садрже информације о Америци, стручну и референтну литературу, белетристику, те разне публикације америчке владе.
Угао Македонске и Дечанске, испред Дома омладине, носи назив Плато Милана Младеновића.

### Бр. 23
Кућа Јована Стејића се налази на броју 23. На овом броју се сместила Исусовачка црква Светог апостола Петра. На овом броју се налази неколико грађевина: исусовачка резиденција, капела и црква.
На месту данашње цркве је 1845. лекар кнеза Милоша Јован Стејић саградио једноспратну породичну кућу у стилу неоренесансе и необарока према нацрту непознатог архитекте. Исусовци су је 1930. откупили за потребе своје жупе. Данас је ова кућа под заштитом Завода за заштиту споменика. Према нацрту загребачког архитекте Јураја Денцлера у дворишту Стејићеве куће језуити су 1933. подигли храм Светог апостола Петра у који су већ наредне године када је завршен сместили барокну икону Марије Помоћнице. На овој икони је насликана Богородица у стилу рафаеловских мадона са малим Исусом у наручју. Донета је у Београд 1718. из баварског града Пасауа, да би је Исусовци у страху од Османлија склонили у Петроварадин. Том приликом је урезан натпис по којем је ова Богородица добила име Београдска: „Из Београда изгнана Дјевице, својом заштитом непрестано чувај Петроварадинце”. Црква има базиликалну основу и два брода. Руски сликар Маљцев је на главном олтару насликао композицију Исус Христ предаје кључеве Св. Петру. И Лојзика Улман је украсила цркву скулптуром и рељефом. На дан бомбардовања Београда 6. априла 1941. на цркву и манастир су пале две бомбе од којих је само она која је бачена на цркву експлодирала. Изазвала је велике штете а зидови су попуцали. Политика је писала: "Тако се догодило да је то била једина римокатоличка богомоља која је истински поделила судбину српског народа."

### Бр. 24
На броју 24 отворена је 2005. Амбасада Сан Марина.

### Бр. 25
На месту зграде у којој се данас налази Институт за међународну политику и привреду (некада број 27) до краја двадесетих година 20. века налазила се кућа др Владана Ђорђевића, лекара, академика, оснивача Српског лекарског друштва и Црвеног крста Србије, дипломате и председника Владе (1897 - 1900). Приземну кућу коју је купио 1872. године, Ђорђевић је почетком 1880-их надзидао једним спратом. У њој је са породицом живео готово пола, све до продаје куће 1921.
Данашња петоспратница на броју 25 подигнута је око 1930. по нацрту архитекте Драгише Брашована, као стамбено-пословни објекат. Прозоре красе троугаони тимпанони, а уз целу фасаду поређани су јонски пиластери. У горњем делу ове зграде налазе се четири рељефа - алегоријски приказ (седеће фигуре четири жене и два мушкарца).

### Бр. 27
Кућу Светислава Окановића је направио Стојан Тителбах око 1910. То је угаона зграда са мањом куполом квадратне основе украшена у стилу ренесансе и барока. Индустријалац Влада Илић је 1924. купио кућу у Поенкареовој 27 (у претходном чланку наводи се број 21).

### Угао Нушићеве и Македонске
Кућа Јована Смедеревца се налази на углу Нушићеве и Македонске (Нушићева бр. 27). Подигао је инжињер и предузимач Јован Смедеревац 1901. То је угаона грађевина са кубетом према тргу у стилу академизма и сецесије. Планирана је као стамбена зграда. Претпоставља се да је фасаду на којој је и балкон са оградом од кованог гвожђа који обилује флоралним елементима иначе заступљеним на целој згради урадио неко други. Ова зграда је једна од првих у Београду на којој је фасада декорисана у стилу сецесије. Заштићена је као споменике културе као непокретно културно добро.

### Бр. 29
По пројекту архитеката Угљеше Богуновића и Слободана Јањића подигнута је на овом броју зграда Политике 1968. Она је основа малог новинарског трга. Фасада је од белог мермера, стакла и пресованог алуминијума. Овде је смештена компанија Политика која издаје бројне часописе и новине (Политикин забавник, Илустрована политика, Базар, НИН) као и ТВ Политика. Лист Политика је почео да излази 1904. и излази и данас мада је правио мање паузе за време Првог и Другог светског рата.
Испред Политике је 1969. подигнут споменик Моши Пијаде. То је модерна скулпторална група која представља Мошу Пијаде и његове слушаоце коју је исклесао вајар Бранко Ружић. Споменик је подигнут поводом 10 година од смрти Пијаде.
Пре Политике на броју 29 била је Друга београдска гимназија коју је пројектовао Драгутин Ђорђевић. Подигнута је између 1909. и 1910. а срушена у бомбардовању за време Другог светског рата.

### Бр. 32
Класична српска кафана Грмеч поново је отворена 2018. За разлику од Шуматовца који је модернизован, Грмеч је задржао дух прошлог времена.

### Бр. 33
Ресторан Шуматовац, један од најпознатијих у Београду, који са прекидима ради преко 80 година, поново је отворен 2015. на старом месту у Македонској бр. 33. Некада је био део кафанског Бермудског троугла који су још сачињавали кафане Под липом и Грмеч. Нови дом "Политике" подигнут је 1921. у Поенкареовој 33, раније се на том месту налазила кућа са сардинским одн. италијанским конзулатом.

### Бр. 46
У сутерену зграде на углу са Кондином улицом налазила се некад кафана Под липом у којој су се окупљали сарадници Радио Београда, Политике и Борбе. То је било у старој згради која је срушена 1968, а на чијем месту је подигнута велика зграда која се и данас ту налази, где је наставила да ради истоимена кафана, на чијем месту је данас дрогерија. У старој згради је некада живела Светлана Велмар-Јанковић са породицом и ту је написала своју прву књигу Ожиљак.

## Суседне улице
Македонска улица се наставља на Светогорску с једне стране и Француску с друге стране тако да повезује ове две улице. Од Трга Политике до Трга републике додирује се са Кондином, Цетињском, Нушићевом, Дечанском, Улицом Браће Југовића и Коларчевом улицом. Испред Дома омладине гледа на Плато Милана Младеновића а на Тргу републике на Плато др Зорана Ђинђића. У непосредној је близини Народног позоришта, дечијег позоришта Бошко Буха, Народног музеја, Музеја аутомобила, Атељеа 212 и Теразијског тунела.

## Галерија
- Кућа Јована Смедеревца, фасада
- Кућа Јована Смедеревца, декорација на фасади
- Македонска улица, 2, детаљ на фасади
- Фасада у Македонској улици
- Новинарски трг
- Македонска улица, преко пута Дома омладине
- Македонска улица, стамбене зграде